# 嵊州市越剧团
嵊州市越剧团，位于越剧起源地浙江省嵊州市，成立于1951年，为中国主要的越剧剧团之一。

## 历史
1951年，新新越剧团成立。1953年，改名嵊县人民越剧团。1961年，改为嵊县越剧团。1982年，改名绍兴地区越剧团。1997年，改名为嵊州市越剧团。代表剧目有《汉文皇后》《魂断汉宫》《王小二过年》《杜十娘》《貂婵与吕布》，常演剧目有《红楼梦》、《碧玉簪》、《孟丽君》、《花中君子》、《王老虎抢亲》等。

## 著名人物
著名演员有钱爱玉、何英、刘志霞、裘巧芳、黄美菊等。